# Chapelle Notre-Dame de Milin
La chapelle Notre-Dame de Milin est un édifice religieux de rite catholique, située à Burcin, commune du département de l'Isère et de la région Auvergne-Rhône-Alpes.

## Situation et description

### Situation

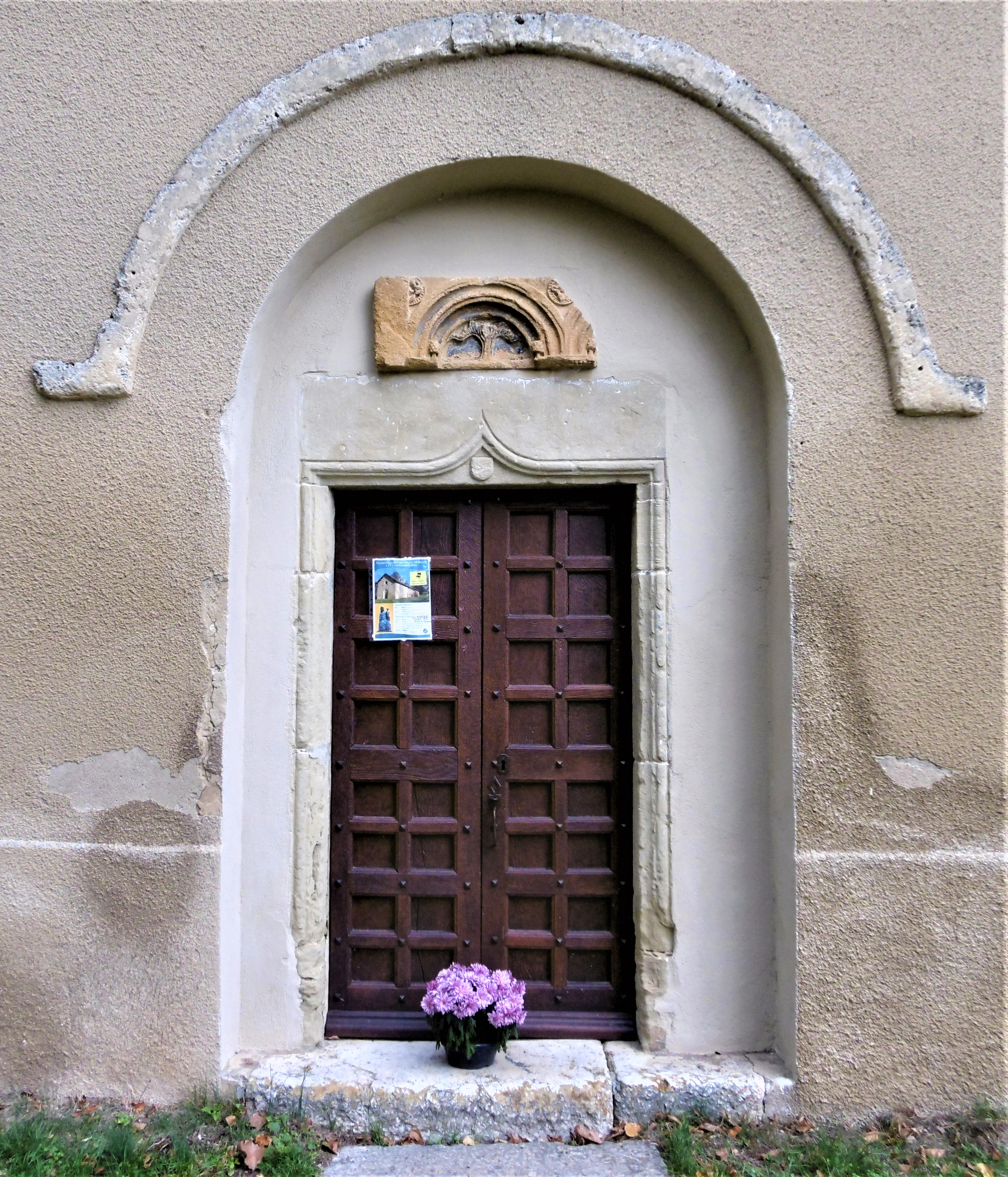
Porte d'entrée de la chapelle

La chapelle, de dimension très modeste, est située dans une campagne isolée, vallonné et boisée, à l'extrémité septentrionale du territoire de la commune de Burcin, en limite du territoire de celle de Châbons. Un pèlerinage très ancien y est toujours organisé au cours du XXIe siècle.
Le château de Pupetières et l'ancienne chartreuse du Val-Sainte-Marie se situent dans l'environnement immédiat de la chapelle.
Cet édifice est également positionné à proximité du chemin de Saint-Jacques de Compostelle, la via Gebennensis, branche qui part de la ville de Genève en Suisse et qui aboutit à la via Podiensis, au Puy-en-Velay tout en se confondant, dans son parcours français, avec le chemin de grande randonnée GR65. 
Ce sentier suit le chemin des crêtes des collines qui dominent la vallée de Valencogne et le lac de Paladru, avant de traverser la forêt de la Sylve-Bénite et les hameaux de Blaune (commune d'Oyeu) et de Quétan (commune de Burcin) avant de rejoindre le territoire du Grand-Lemps,.

### Accès
La route départementale 73 (RD 73) qui relie la commune des Abrets en Dauphiné à celle de Beaurepaire passe à proximité du site. Cette route permet de rejoindre la sortie de l'autoroute A43 qui relie Lyon à Grenoble.
La gare ferroviaire la plus proche est la gare de Châbons, desservie par des trains TER Auvergne-Rhône-Alpes.

### Description
En 1929, un fascicule édité par la librairie Saint-Grégoire de Grenoble et dédié aux « familles catholiques des Terres Froides » décrit le bâtiment en ces termes : 
«  Sa longueur totale est de onze mètres et sa largeur totale de six mètres. la voute du chœur est ogivale, sans aucune nervure; celle de la nef toute récente (1873), est à plein cintre, du même style que l'ancienne mais beaucoup plus basse. On trouve des traces de la voute primitive dans les combles et sur les murs intérieurs de la façade et de la base du campanile [...] La porte principale, quoique retouchée au cours des siècles, a conservé à peu près sa forme primitive. Derrière le campanile qui atteste, avec la voute et les fenêtres l'origine moyenâgeuse du sanctuaire, se dresse un petit clocher, élevé pour abriter provisoirement une cloche donnée en 1891.  »

## Histoire

Gravure représentant la chapelle en 1925

Cette chapelle, vraisemblablement édifiée du début du XIIe siècle, abrite la statue d'une Vierge noire datant du XVIIIe siècle et qui fait l'objet d'un pèlerinage millénaire au tout début du mois de septembre.
Une légende lie sa construction à un vœu formulé par trois chevaliers français, ancien croisés au retour de leur expédition en Terre Sainte et qui, lors de leur voyage faillirent périr en pleine mer au cours d'une violente tempête. Ce vœu se basait sur le fait de faire élever un sanctuaire à Marie s'ils échappaient au naufrage.
Durant les années 1940, le curé de la paroisse de Burcin engage la décoration peinte de la chapelle. Des fresques peintes, déployées sur le mur de la nef, représentent les grands pèlerinages dédiés à la vierge organisés dans la région.

## Toponymie

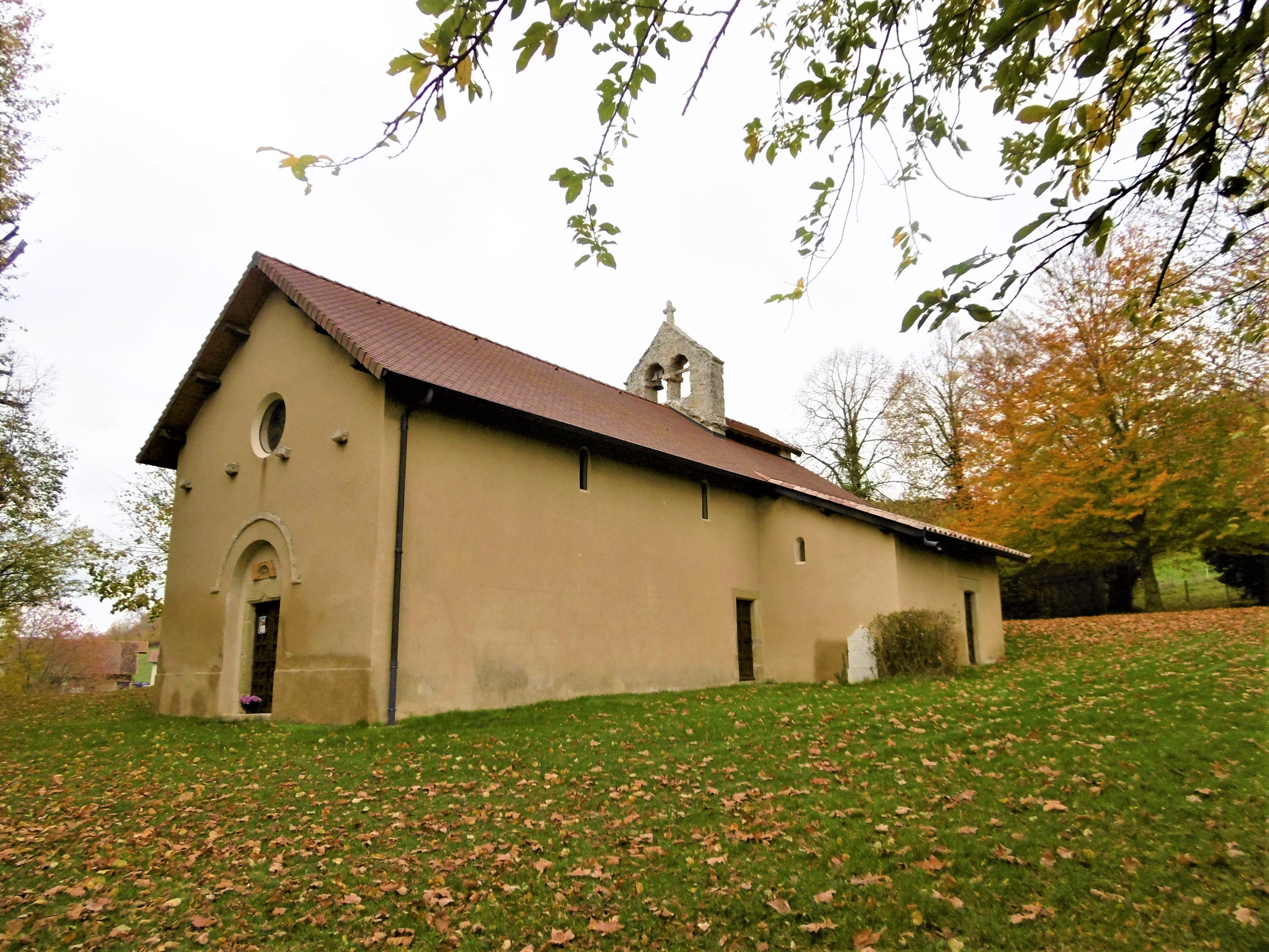
Chapelle Notre-Dame de Milin en novembre 2020

L'origine du nom n'est pas connue avec certitude. Il est possible qu'elle soit liée à la position de fête de la Vierge dans les calendriers à l'époque ou l'année commençait en mars. Célébrée au mois de septembre, elle tombait dès lors au milieu de l'année et portait le nom la « Mi-an » et à la suite d'une prononciation locale, « Mi-ain », « Mi-l'in » puis « Milin ».

## Postérité
La paroisse du Grand-Lemps porte le nom de « Notre-Dame de Milin » en reférence à cette chapelle. Celle-ci regroupe huit communes : Apprieu, Bévenais, Burcin, Châbons, Colombe La Frette, Le Grand Lemps, Oyeu.

## Annexe